# گیسبورن (نیوزلند)
گیسبورن (به لاتین: Gisborne) یک منطقهٔ مسکونی در نیوزیلند است که در Gisborne District واقع شده‌است.